# 科摩兰巨人
科摩兰（英語：Cormoran），是英国康沃尔半岛傳說故事中，與亞瑟王及圓桌武士敵對的巨人，英國童話《巨人杀手杰克》裡的巨人原型角色。它居住在康沃尔周圍的圣迈克尔山中，而且身高十八英尺、腰阔九英尺。